# Rădăuți-Prut
Rădăuți-Prut is een Roemeense gemeente in het district Botoșani.
Rădăuți-Prut telt 3801 inwoners.